# 경여년
《경여년》(중국어 간체자: 庆余年, 정체자: 慶餘年, 병음: Qìng Yú Nián 칭위녠[*], 영어: Joy of Life 조이 오브 라이브[*])은 2019년 방송되었던 중국의 드라마이다.

## 등장 인물
- 장약윤(张若昀)(소년기 : 한하오린(韩昊霖)) : 범한/장칭(范闲/张庆) 역
- 리친(李沁) : 임완아(林婉儿) 역
- 천다오밍(陈道明): 경제(庆帝) 역
- 우강(吴刚) : 진평평(陈萍萍) 역
- 리샤오란(李小冉) : 이윤예(李云睿) 역
- 리순(李纯) : 사리리(司理理) 역
- 신즈레이(辛芷蕾) : 해당타타(海棠朵朵) 역
- 쑹이(宋轶) : 범야야(范若若) 역
- 궈치린(郭麒麟) : 범사철(范思辙) 역